# Peter Doherty
Peter Doherty (Magherafelt, 5 giugno 1913 – 6 aprile 1990) è stato un allenatore di calcio e calciatore nordirlandese, di ruolo centrocampista.

## Palmarès

### Giocatore

#### Competizioni nazionali
- Campionato inglese: 1

Manchester City: 1936-1937
- Charity/Community Shield: 1

Manchester City: 1937
- Coppa d'Inghilterra: 1

Derby County: 1945–1946

#### Competizioni regionali
- Lancashire Cup: 1

Blackpool: 1935-1936

### Allenatore

#### Competizioni nazionali
- Third Division North: 1

Doncaster: 1949-1950